# Dachkend (Khodjali)
Dachkend (en azéri : Daşkənd), ou Dachuchen (en arménien : Դաշուշեն), est un village situé dans le raïon de Khodjali en Azerbaïdjan.

## Population
Elle compte 120 habitants en 2005.